# Cotanes del Monte
Cotanes del Monte est une municipalité espagnole de la communauté autonome de Castille-et-León et de la province de Zamora. En 2021, elle comptait 96 habitants.